# Công viên địa chất Lý Sơn – Sa Huỳnh
Công viên địa chất Lý Sơn – Sa Huỳnh là một công viên địa chất tại tỉnh Quảng Ngãi được thành lập từ 2015, đang trong quá trình xem xét để được công nhận vào Mạng lưới Công viên Địa chất Toàn cầu của UNESCO.

## Quá trình hình thành
Công viên địa chất Lý Sơn – Sa Huỳnh (Quảng Ngãi) tên gọi ban đầu là Công viên địa chất toàn cầu Bình Châu – Lý Sơn.  diện tích hơn 100 km2 được UBND tỉnh Quảng Ngãi thành lập theo đề án cuối năm 2015.

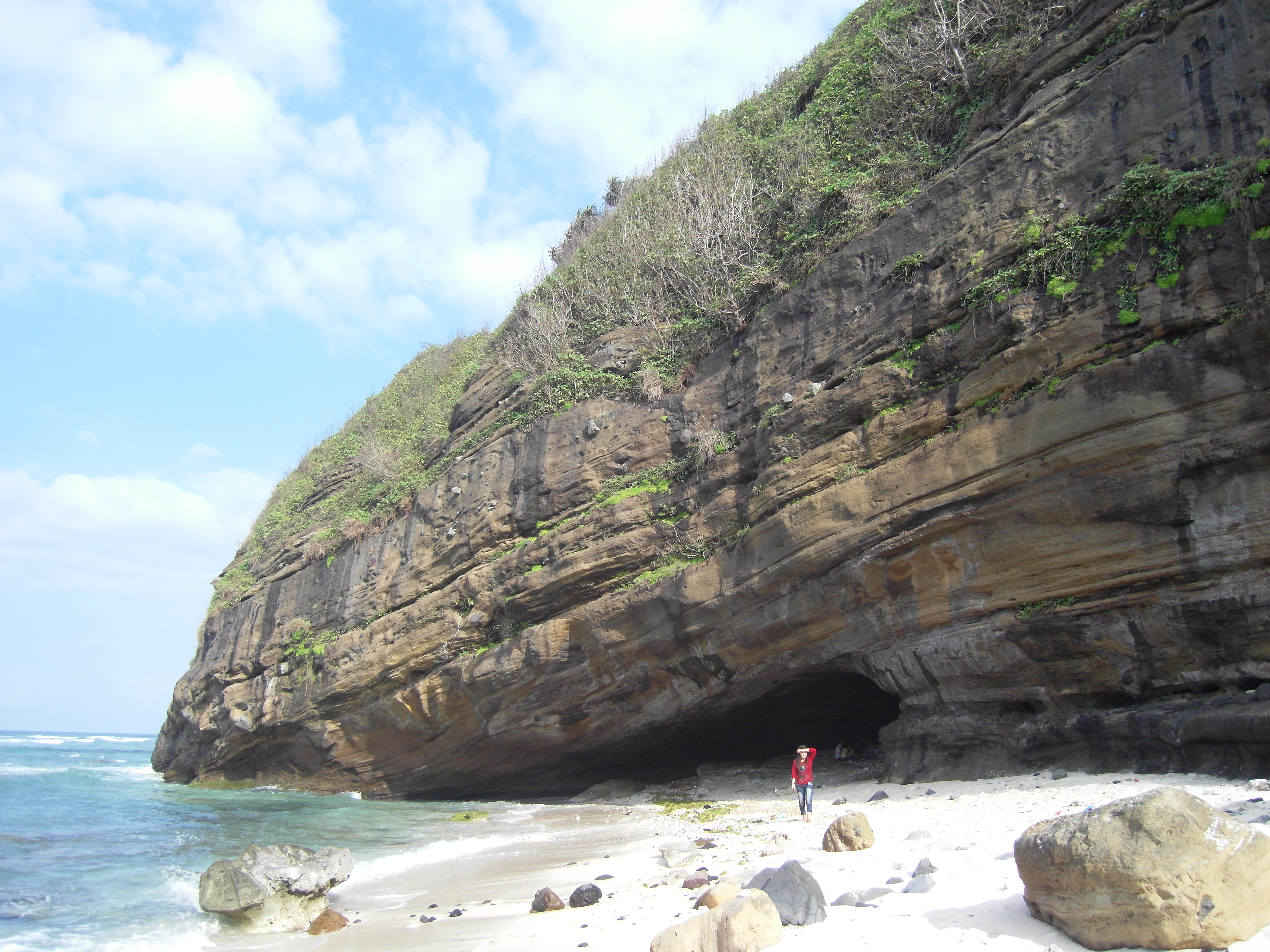
Địa hình núi đá dung nham phún xuất trên đảo Lý Sơn

Năm 2019, khu vực được mở rộng lên 4.600 km2.  bao gồm các huyện: Lý Sơn, Bình Sơn, Trà Bồng, Tây Trà, Sơn Tịnh, TP Quảng Ngãi, các xã ven biển của các huyện Tư Nghĩa, Mộ Đức và của thị xã Đức Phổ.
Cuối 2019, hồ sơ dự thảo về Công viên địa chất Lý Sơn – Sa Huỳnh đã được gửi cho UNESCO và vượt qua vòng sơ loại và dự kiến được Đại hội đồng UNESCO bỏ phiếu năm 2020 tại Jeju, Hàn Quốc. Tuy nhiên, COVID-19 bùng phát trên toàn cầu nên việc thẩm định bị hoãn.

## Giá trị địa chất – địa mạo

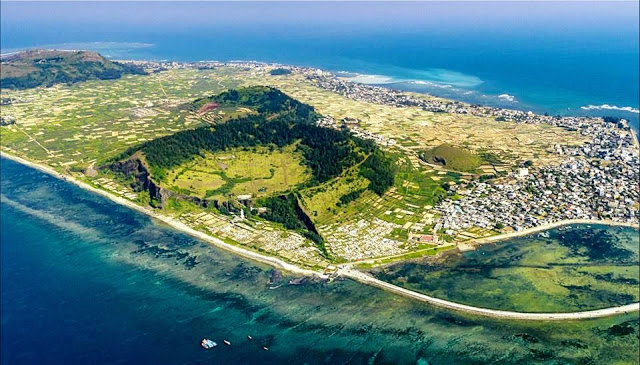
Tàn tích miệng núi lửa đã tắt trên đảo Lý Sơn cách ngày nay khoảng 25 – 30 triệu năm.

Di sản địa chất trên địa bàn tỉnh Quảng Ngãi rất phong phú, cấu trúc địa chất phức tạp với sự hiện diện của nhiều loại hình đá thuộc nhiều phức hệ lớn của khu vực niên đại từ hàng trăm triệu năm đến vài nghìn năm hình thành từ sự vận động của vỏ Trái Đất. Nơi đây cũng tiêu biểu cho sự tương tác giữa đất liền với đại dương.
Từ tháng 1 năm 2018, Viện Khoa học địa chất và khoáng sản phối hợp BQL Công viên địa chất Lý Sơn – Sa Huỳnh tiến hành 11 đợt khảo sát với 110 điểm nhằm xây dựng các tuyến du lịch trong phạm vi công viên địa chất Lý Sơn – Sa Huỳnh, các chuyên gia đã xác định 81 vị trí di sản có nhiều giá trị địa mạo độc đáo, tạo nên cảnh quan kỳ thú cho thưởng ngoạn. Cụ thể, chia thành 4 cụm gồm cụm di sản đảo Lý Sơn, cụm di sản ven biển phía Bắc Quảng Ngãi, cụm di sản phía Nam Quảng Ngãi và cụm di sản khu vực Trà Bồng.

## Giá trị văn hóa – lịch sử

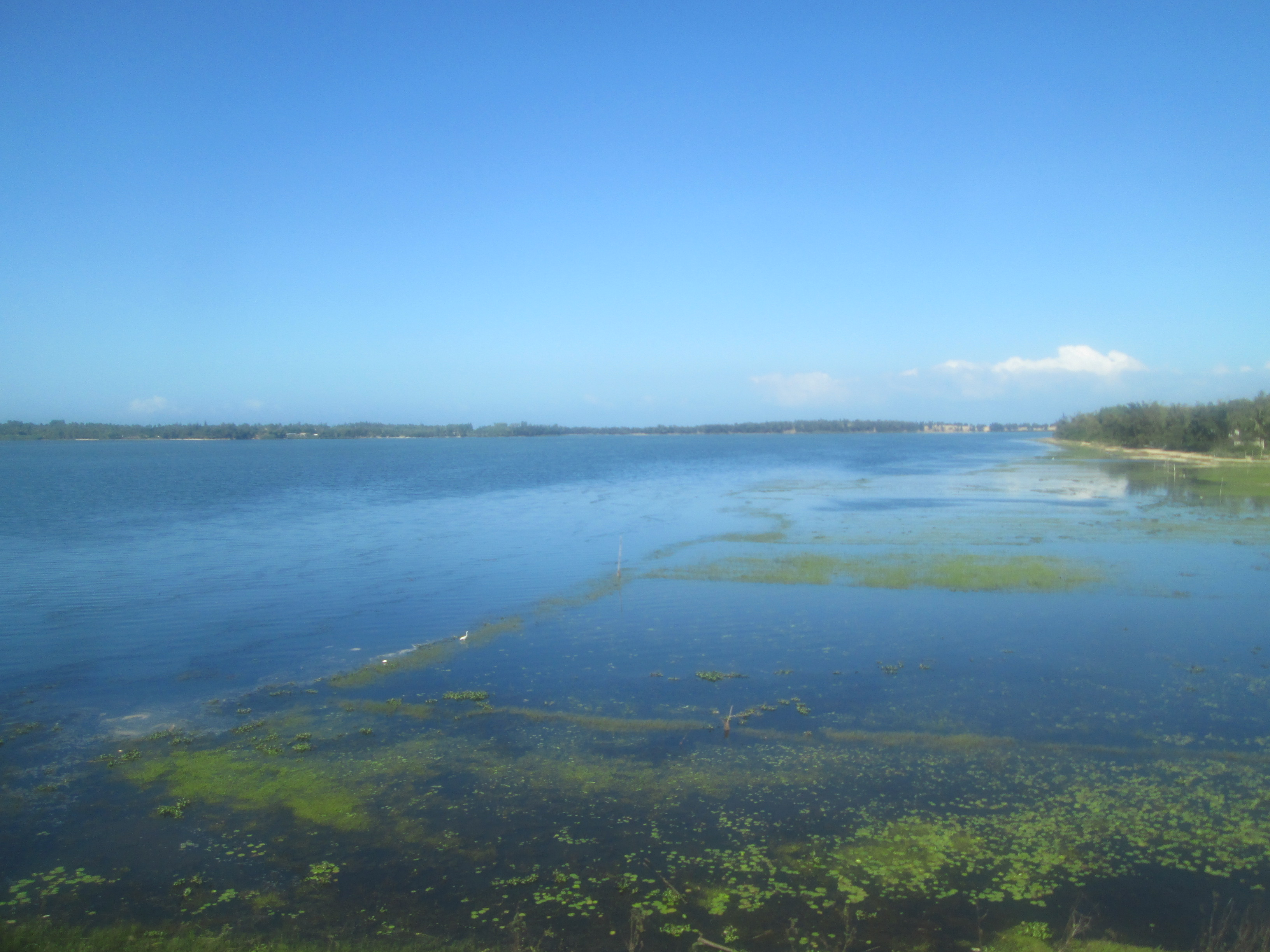
Di tích đầm An Khê thuộc di tích khảo cổ Văn hóa Sa Huỳnh

Công viên địa chất Lý Sơn – Sa Huỳnh còn là nơi lưu giữ nhiều di sản văn hóa truyền thống, phản ánh sự cộng sinh lâu đời của con người với thiên nhiên trên vùng đất này như văn hoá Sa Huỳnh, văn hoá Champa tới văn hoá Đại Việt tiếp biến, giao thoa lẫn nhau.
Công viên địa chất Lý Sơn – Sa Huỳnh là còn là nơi ghi dấu quá trình mở mang bờ cõi gắn với những nhân vật như Bùi Tá Hán, Trần Cẩm, những nhân tài trong lịch sử cận đại như Trương Đăng Quế, Võ Duy Ninh, Trương Định, quê nhà của những nhân vật nổi tiếng trong lịch sử hiện đại như Phạm Văn Đồng. Trần Đức Lương.
Đây cũng là nơi diễn ra nhiều sự kiện như Khởi nghĩa Trà Bồng và miền Tây Quảng Ngãi, Chiến thắng Ba Gia, Chiến thắng Vạn Tường, và đặc biệt là vụ thảm sát Sơn Mỹ.